# فینال لیگ قهرمانان اروپا ۲۰۰۳

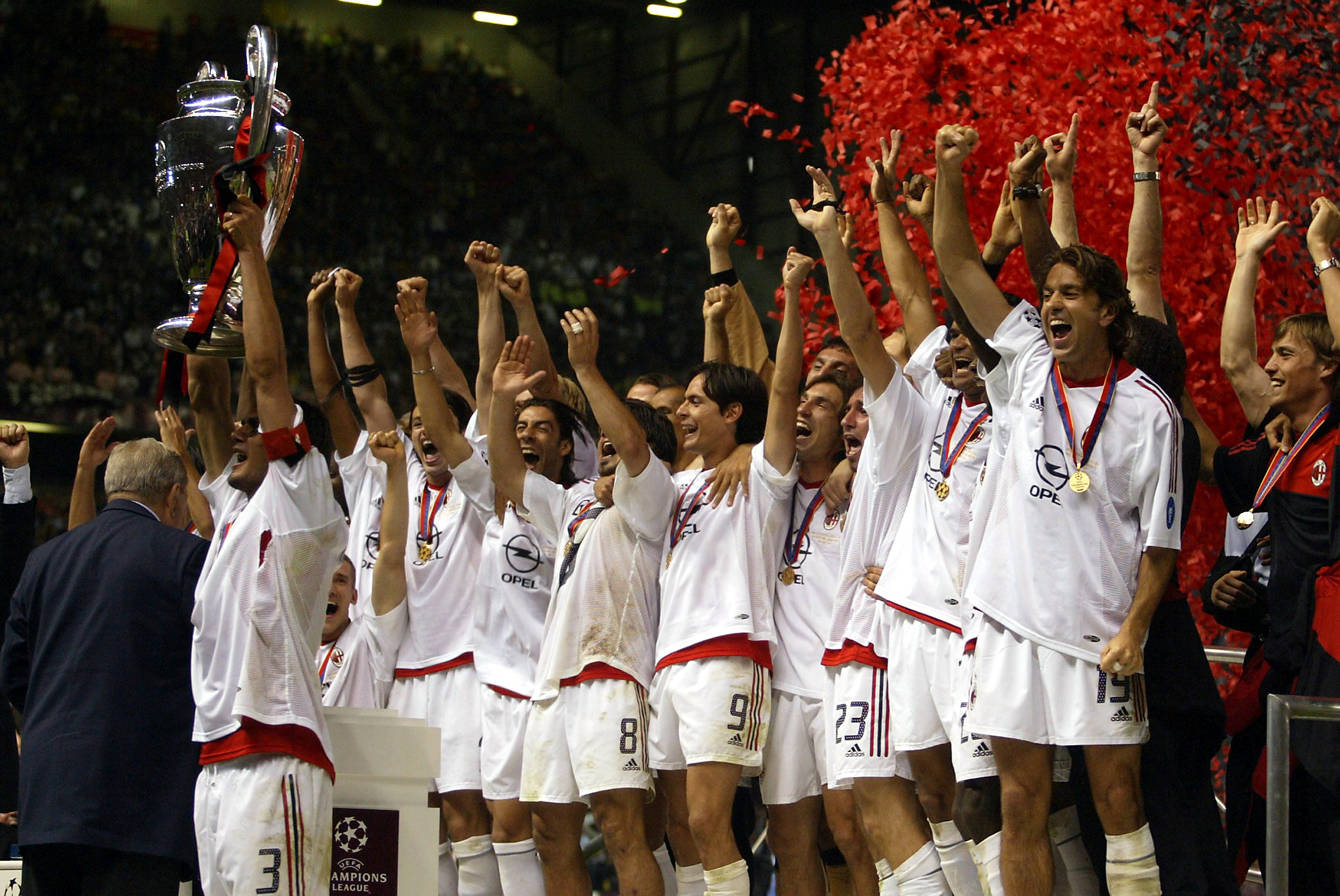
شادی بازیکنان میلان بعد از مراسم اهدای جام

فینال لیگ قهرمانان اروپا ۲۰۰۳، رقابت پایانی لیگ قهرمانان اروپا در سال ۲۰۰۳ میلادی است که مابین دو تیم باشگاه فوتبال آ. ث. میلان و باشگاه فوتبال یوونتوس در ورزشگاه الدترافورد، منچستر برگزار شده‌است.
این مسابقه که در تاریخ ۲۸ مه ۲۰۰۳ انجام شده‌است با نتیجه ۰ بر ۰ در زمان معمول به پایان رسید. در ضربات پنالتی باشگاه فوتبال آ. ث. میلان با نتیجه ۳ بر ۲ به پیروزی رسید.